# Französische Départements in Algerien

Administrative Gliederung Algeriens von 1905 bis 1955

Die Französischen Départements in Algerien waren Verwaltungseinheiten, die von 1848 bis 1962 in der französischen Siedlungskolonie Algerien Bestand hatten.
Bis 1955 war Algerien in drei Départements aufgeteilt: Algier, Oran und Constantine. Das Territorium südlich dieser Départements (Territoires du Sud) stand unter militärischer Verwaltung. 1955 wurde durch Aufteilung des Départements Constantine das Département Bône gegründet. 1956 wurden acht Départements neu gegründet, 1958 kamen drei weitere dazu, wovon ein Jahr später zwei wieder aufgelöst wurden.

## Vor 1955
Algerien wurde offiziell im Jahre 1848 von Frankreich annektiert. Noch im gleichen Jahr, am 9. Dezember, wurde das Territorium in drei Provinzen aufgeteilt. Diese enthielten drei militärisch verwaltete Gebiete und drei zivil verwaltete Gebiete, aus denen Départements gebildet wurden: Algier, Oran und Constantine. Die Grenzen dieser Gebiete wurden per Gesetz am 24. Dezember 1902 abschließend festgelegt und hatten bis 1956 Bestand. Im Süden Algeriens wurden keine Départements gebildet. Stattdessen gab es sechs Territorien, die 1902 in den Territoires du Sud zusammengefasst wurden. 1905 wurde die Anzahl dieser Territorien auf vier reduziert.
1941 wurden die algerischen Départements nummeriert. Sie erhielten die Zahlen 91 bis 94. Nach der Gründung des Départements Bône im Jahre 1955 erhielt dieses die Nummer 99.
| Nummer | Name               | Präfektur   | Existenzzeitraum |
| ------ | ------------------ | ----------- | ---------------- |
| 91     | Algier             | Algier      | 1848–1957        |
| 92     | Oran               | Oran        | 1848–1957        |
| 93     | Constantine        | Constantine | 1848–1957        |
| 99     | Bône               | Bône        | 1955–1957        |
| 94     | Territoires du Sud | -           | 1902–1957        |

## Nach 1955

### Gründung des Départements Bône und zwölf neue Arrondissements (1955–1956)
Per Gesetz (no 55-1082, portant création du département de Bône) wurde 1955 die Gründung des Départements Bône festgelegt. Dazu wurde das Département Constantine in zwei Teile aufgeteilt:
- das neue Département Constantine (umfasst die Arrondissements Constantine, Batna, Bougie, Philippeville und Sétif)
- das Département Bône (umfasst die Arrondissements Bône, Guelma, Souk-Ahras und Tébessa)

Am 28. August 1955 wurde per Dekret (no 55-1148) die Gründung von neun neuen Arrondissements festgelegt:
- im Département Algier: Bouira, Fort-National
- im Département Constantine: Aïn Bedia, Mila, Bordj-Bou-Arreridj, Djidjelli
- im Département Oran: Aïn Témouchent, Marnia, Relizane

Am 11. Januar 1956 wurde mit einem Dekret (no 56-29) die Gründung des Arrondissements Saïda im Département Oran festgelegt.

### Gründung acht neuer Départements (1956–1958)
Das Dekret no 56-641 ordnete eine territoriale Neuordnung Algeriens (réorganisation territoriale de l’Algérie) an. Es wurden acht neue Départements gegründet, dazu wurden die bisherigen Départements folgendermaßen aufgeteilt:
- das Département Algier:
  - das neue Département Algier (Arrondissements Algier und Blida)
  - das Département Orléansville (Arrondissements Orléansville und Miliana)
  - das Département Médéa (Arrondissements Médéa, Boghari et d’Aumale)
  - das Département Tizi-Ouzou (Arrondissements Fort-National, Tizi-Ouzou, Bouira und Bordj-Menaiel)
- das Département Oran
  - das neue Département Oran (Arrondissements Oran, Sibi-bel-Abbès, Aïn-Temouchent)
  - das Département Tlemcen (Arrondissements Marnia und Tlemcen)
  - das Département Mostaganem (Arrondissements Mostaganem, Mascara und Relizane)
  - das Département Tiaret (Arrondissements Tiaret und Saïda)
- das Département Constantine
  - das neue Département Constantine (Arrondissements Constantine, Philippeville, Djidjelli und Mila)
  - das Département Batna (Arrondissements Batna, Aïn-Beïda und Biskra)
  - das Département Sétif (Arrondissements Sétif, Bougie und Borj-Bou-Arreridj)
- das Département Bône (Arrondissements Bône, Guelma, Souk-Ahras und Tebessa)

### Gründung drei neuer Départements (1958)
Mit dem Dekret no 58-271 vom 17. März 1958 wurden drei neue Départements gegründet:
- das Département Aumale (Arrondissements Aumale, Tablat, Bou-Saada und Betna)
- das Département Bougie (Arrondissements Bougie, Akbou, Kherrata, Lafayette und Sidi-Aïch)
- das Département Saïda (Arrondissements Telagh, Saïda, Aïn-Sefra, Géryville und Mécheria)

Des Weiteren legte das Dekret fest, dass zwei Arrondissements anderen Départements unterstellt wurden:
- das Arrondissement Tébessa (vom Département Bône zu Batna)
- das Arrondissement Barika (von Département Batna zu Sétif)

### Auflösung von zwei Départements (1959)
Im Jahre 1959 wurden die Départements Aumale und Bougie aufgelöst. Die anderen Départements bestanden bis zur Unabhängigkeit Algeriens 1962.
Die territoriale Gliederung wurde auch nach der Unabhängigkeit Algeriens weitergeführt. Die Départements nahmen die Bezeichnung Wilaya an und wurden so zur algerischen Provinz.
| Nummer | Name         | Hauptstadt   | Existenzzeitraum |
| ------ | ------------ | ------------ | ---------------- |
| 9A     | Algier       | Algier       | 1957–1962        |
| 9B     | Batna        | Batna        | 1957–1962        |
| 9C     | Bône         | Bône         | 1955–1962        |
| 9D     | Constantine  | Constantine  | 1957–1962        |
| 9E     | Médéa        | Medea        | 1957–1962        |
| 9F     | Mostaganem   | Mostaganem   | 1957–1962        |
| 9G     | Oran         | Oran         | 1957–1962        |
| 9H     | Orléansville | Orléansville | 1957–1962        |
| 9J     | Sétif        | Sétif        | 1957–1962        |
| 9K     | Tiaret       | Tiaret       | 1957–1962        |
| 9L     | Tizi-Ouzou   | Tizi-Ouzou   | 1957–1962        |
| 9M     | Tlemcen      | Tlemcen      | 1957–1962        |
| 9N     | Aumale       | Aumale       | 1958–1959        |
| 9P     | Bougie       | Bougie       | 1958–1959        |
| 9R     | Saïda        | Saida        | 1958–1962        |

## Nach der Unabhängigkeit Algeriens
Nach der Unabhängigkeit Algeriens wurde per Dekret no 63-189 am 16. Mai 1963 die Teilung des Landes in 15 Départements festgelegt. Am 28. Oktober 1963 wurde das Département Bône in Annaba und das Département Orléansville in El-Asnam umbenannt. Das Département Batna erhielt den Alternativnamen Aurès, bevor es mit einem Dekret am 30. September 1965 nun nur noch den neuen Namen trägt.